# Andreas Peter Berggreen

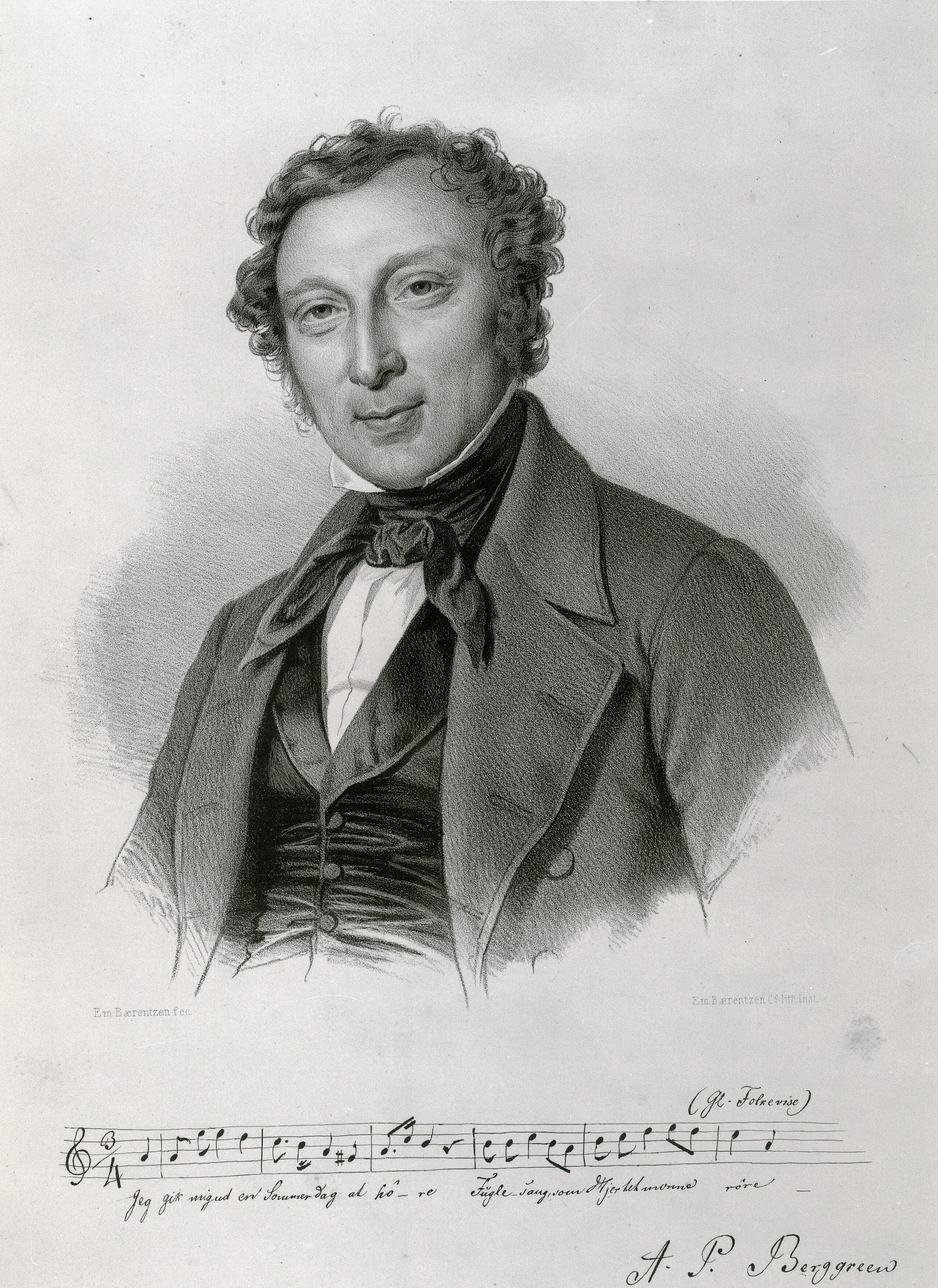
Andreas Peter Berggreen.

Andreas Peter Berggreen, född 2 mars 1801, död 9 november 1880 i Köpenhamn, var en dansk organist och kompositör. Han var far till Valdemar Frederik Andreas Berggreen.
Berggreen studerade först juridik men gick alltmer över till musiken. Han blev organist i Trinitatis Kirke i Köpenhamn år 1838, sånglärare vid Metropolitanskolan i samma stad år 1843 och inspektör för sången i de offentliga skolorna från och med år 1859. 1858 blev han professor och 1878 hedersdoktor vid Köpenhamns universitet.
Berggreen redigerade en egen koralbok samt tidskriften Musikalsk Tidende och utgav Folkesange og Melodier 1842-1871 (11 band). Han författade även en biografi över Christoph Ernst Friedrich Weyse 1876.

## Kompositioner (urval)
- Ack salig, ack salig den själen, som tror, översatt till svenska av Lina Sandell Finns på Wikisource.
- Amen sjunge varje tunga! Finns på Wikisource.